# Kupinince
Kupinince (en serbe cyrillique : Купининце) est un village de Serbie situé sur le territoire de la Ville de Vranje, district de Pčinja. Au recensement de 2011, il comptait 104 habitants.

## Démographie
| 1948 | 1953 | 1961 | 1971 | 1981 | 1991 | 2002 | 2011 |
| ---- | ---- | ---- | ---- | ---- | ---- | ---- | ---- |
| 226  | 228  | 250  | 204  | 160  | 154  | 134  | 104  |

|  |